# Santo Ângelo
Santo Ângelo är en stad och kommun i Brasilien och ligger i delstaten Rio Grande do Sul. Folkmängden i kommunen uppgick år 2014 till cirka 80 000 invånare.

## Administrativ indelning
Kommunen var 2010 indelad i femton distrikt:
- Atafona
- Buriti
- Colônia Municipal
- Comandaí
- Cristo Rei
- Lajeado Cerne
- Lajeado Micuim
- Ressaca Buriti
- Restinga Seca
- Rincão dos Mendes
- Rincão dos Meotti
- Rincão dos Roratos
- Santo Ângelo
- Sossego
- União